# Sodalis Marianus
Sodalis Marianus – miesięcznik lwowskich stowarzyszeń katolickich ukazujący się w latach 1896–1897 (14 numerów), przekształcony następnie w „Ruch Katolicki”, wydawany przez Związek Stowarzyszeń Katolickich.
Do powstania pisma przyczynili się jezuici: Henryk Jackowski i Jan Badeni. Redagował je Marian Ignacy Morawski, wspomagany, przez jezuitów. Wydawane było we Lwowie przez Związek Kongregacji Mariańskich. Tematyka pisma dotyczyła spraw religijnych i organizacji katolickich.
Po drugiej wojnie światowej „Sodalis Marianus” ukazywał się ponownie jako miesięcznik redagowany przez ks. Jerzego Mirewicza SJ w Londynie, do 1988 r.